# Pegah Gilan
Pegah Gilan (perz. پگاه) je bivši iranski nogometni klub iz grada Rašta.
Pokrovitelj mu je bila tvrtka za proizvodnju mliječnih proizvoda, a u iranski nogomet ušao je nakon što je navedena tvrtka 2002. godine kupila dionice kluba Esteglala.
Glavno igralište bio mu je Stadion Šahid dr. Azodi koji prima 15.000 gledatelja.
Sudjelovao je u 1. i 2. iranskoj nogometnoj lizi, a najveći uspjeh mu je 9. mjesto ostvareno u sezoni 2003./04.
Tijekom 2005. i 2006. godine klub je trenirao Vinko Begović, a godinu dana kasnije privremeno i Darko Dražić.
Pegah je raspušten 2008. godine, a njegovim nasljednikom smatra se Damaš Gilan.

## Rezultati po sezonama
| Sezona      | Liga                    | Rezultat                  |
| ----------- | ----------------------- | ------------------------- |
| 2002/2003.  | Lige Azadegan (2. liga) | 2.                        |
| 2003./2004. | Iranska Pro Liga        | 9.                        |
| 2004./2005. | Iranska Pro Liga        | 16.                       |
| 2005./2006. | Lige Azadegan (2. liga) | poluzavršnica doigravanja |
| 2006./2007. | Lige Azadegan (2. liga) | 1.                        |
| 2007./2008. | Iranska Pro Liga        | 15.                       |

## Poveznice
- Damaš Gilan

## Vanjske poveznice
- (perz.) Službene klupske stranice Damaša